# Nicolas Metzdorf
Pour les articles homonymes, voir Metzdorf.
Nicolas Metzdorf, né le 20 mai 1988 à Nouméa en Nouvelle-Calédonie, est un homme politique français de Nouvelle-Calédonie, président fondateur du parti Générations NC en 2019 et député de l'Assemblée nationale.
Militant anti-indépendantiste, son engagement s'est essentiellement porté vers la défense d'un drapeau commun pour représenter la collectivité néo-calédonienne tel que prévu dans l'accord de Nouméa, et vers des actions concernant la politique agricole, le monde rural, la jeunesse et les questions budgétaires.

## Origines, formation et carrière professionnelle

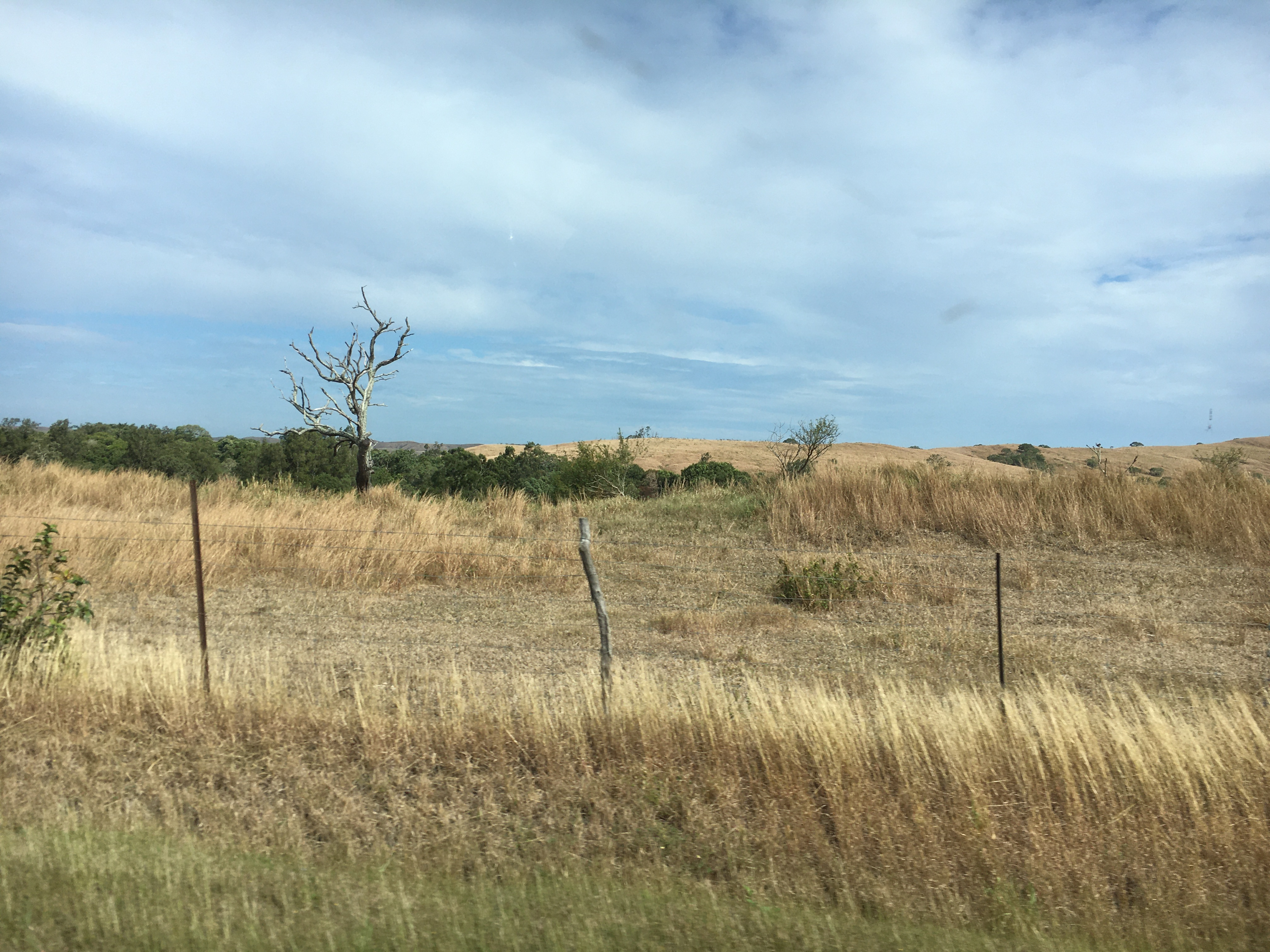
Nicolas Metzdorf a grandi dans une exploitation d'élevage de la Brousse, à Poya.

Troisième et dernier enfant de Claude Metzdorf, éleveur bovin à Moindah (aussi appelé « Poya Sud », car seule zone de cette commune à se trouver en province Sud) et de Yasmina Kurtovitch, ancienne institutrice puis directrice d'école à partir de 1973 ainsi que correspondante pour le quotidien Les Nouvelles calédoniennes devenue maire de Poya sous les couleurs de Calédonie ensemble en 2014, Nicolas Metzdorf descend de plusieurs familles de souche européenne installées en Nouvelle-Calédonie depuis plusieurs générations, dites « Caldoches ».
Ainsi, du côté paternel, il descend à la cinquième génération de l’ingénieur des mines belge néerlandophone Charles Ier Metzdorf (1843-1884) et de la belge francophone Sophie Mazine ou Masyn (1847-1904), arrivés en Nouvelle-Calédonie en 1879. C'est leur fils aîné, Charles II Metzdorf (1868-1946) qui, après avoir lui aussi été prospecteur minier, va être le premier de la famille à s'installer comme colon éleveur et va fonder la propriété familiale à Moindah à la fin du XIXe siècle. Elle est reprise ensuite par son fils aîné Charles III Metzdorf (1893-1981) et son épouse Annie « Granny » Tuck (1906-2000), d'origine anglaise, puis par son petit-fils Marcel Metzdorf (né en 1933) et finalement son arrière-petit-fils, le père de Nicolas, Claude Metzdorf (né en 1951),. Ce dernier fut condamné en 2004 à trois ans de prison pour homicide involontaire, après avoir tué le 22 mai 2001 un jeune de 23 ans qui braconnait sur sa propriété.
Du côté maternel, il est le plus jeune des petits-enfants de Slobodan Kurtovitch, un immigré yougoslave (bosniaque) de Sarajevo ayant quitté son pays d'origine en 1945, et de Bernadette Hagen, issue d'une famille calédonienne aux origines européennes dont l'installation dans l'archipel remonte au XIXe siècle,. Ainsi, par sa grand-mère maternelle, Nicolas Metzdorf est l'arrière-petit-fils du commerçant, armateur, planteur et homme d'affaires de Nouméa John-Charles-Nicolas dit « Tiby » Hagen (1880-1947), par ailleurs président de la Société des études mélanésiennes, et issu d'une famille bavaroise de Ratisbonne venue d'abord en Australie dans le cadre de la ruée vers l'or de 1851 puis ayant fait fortune dans les années 1870 dans le commerce aux Nouvelles-Hébrides et en Nouvelle-Calédonie, et de son épouse Marthe (Marie Marcelle) Guiraud de Levizac (1886-1965). Par cette dernière, Nicolas Metzdorf est de plus l'arrière-arrière-petit-fils de Paul (Alexandre) Guiraud de Levizac (1849-1939), magistrat, avocat et conseiller honoraire à la cour d'appel de Nouméa d'origine languedocienne, natif de Saint-Pons-de-Thomières (Hérault) arrivé en 1880 dans l'archipel et qui fut également maire de Nouméa de 1898 à 1899 ; et l'arrière-arrière-arrière-petit-fils de Jean Taragnat (1816-1878), un Auvergnat d'Yssac-la-Tourette arrivé une première fois dans l'archipel en 1843 en tant que frère mariste membre de la mission de Guillaume Douarre, retourné ensuite à l'état laïc et devenu pionnier d'abord en Australie puis définitivement installé à Nouméa en 1858 avec sa famille,. Enfin, et toujours du côté maternel, Nicolas Metzdorf est le neveu de Nicolas Kurtovitch, l'écrivain néo-calédonien le plus prolifique et étudié de la fin du XXe siècle et du début du XXIe siècle, et de l'historien Ismet Kurtovitch.
Plusieurs membres de sa famille se sont également fait connaître par leur engagement politique. Son père Claude Metzdorf a ainsi été le dirigeant de la section de Poya du Rassemblement pour la Calédonie dans la République (RPCR), le parti historique de l'opposition à l'indépendance de la Nouvelle-Calédonie, durant la période dite des Événements qui a vu s'opposer violemment partisans et opposants de l'accession de cet archipel à la pleine souveraineté, tandis que sa mère Yasmina Metzdorf, militante de Calédonie ensemble puis de Générations NC, a été maire de Poya pendant un mandat de six ans, élue en 2014 à la tête d'une liste d'union des non-indépendantistes. Son oncle Nicolas Kurtovitch a été pour sa part militant et conseiller du Rassemblement (nouveau nom du RPCR) de 2011 à 2015, et son autre oncle, Ismet Kurtovitch, est engagé dans le camp indépendantiste et de gauche depuis les années 1970, fondateur dans les années 1980 des « Éditions populaires » (Edipop) liées au Front de libération nationale kanak et socialiste (FLNKS) et collaborateur de 2009 à 2019 de Déwé Gorodey, membre du Parti de libération kanak (Palika) au sein du gouvernement de la Nouvelle-Calédonie, chargée de la Culture, de la Condition féminine et de la Citoyenneté. Enfin, sa sœur aînée, Cynthia Jan, est la secrétaire générale de Générations NC depuis 2019 ainsi que conseillère municipale de Dumbéa depuis 2020, après avoir été la cheffe de cabinet du président Calédonie ensemble du gouvernement local, Philippe Germain, de 2015 à 2019.
Après une enfance et une grande partie de sa scolarité passées dans son village natal et sur la propriété parentale, Nicolas Metzdorf est scolarisé au lycée privé catholique Blaise-Pascal à Nouméa, où il passe son baccalauréat économique et social (bac ES) en 2005. Il obtient ensuite en 2007 un Brevet de technicien supérieur agricole (BTSA) au lycée agricole de Pouembout, puis part continuer ses études en France métropolitaine. Il est diplômé d'une licence d'agronomie à l'université de Strasbourg puis d'un master recherche en  agro-géographie auprès de l'université Paris 7 - Paris-Diderot et de l'Institut des sciences et industries du vivant et de l'environnement (AgroParisTech) en 2012. De retour alors en Nouvelle-Calédonie en tant qu'ingénieur agronome, il est recruté comme adjoint du chef de service de l'agriculture à la direction du développement économique et de l'environnement de la province Nord et le reste jusqu'à son élection en 2014.

## Carrière politique

### Un engagement pour un drapeau commun et à Calédonie ensemble (2010-2014)

Projet de drapeau issu du concours du Collectif pour un drapeau commun en 2010, dont Nicolas Metzdorf fut l'un des principaux porte-parole.

D'abord militant du Rassemblement, il le quitte assez rapidement en 2009 pour apporter son soutien à Gérard Poadja. Celui-ci, après avoir été écarté de la tête de liste de ce parti pour les élections provinciales dans le Nord alors qu'il venait de remporter une primaire contestée, a alors décidé de former sa propre liste dissidente, « Une Province pour tous ». La mère de Nicolas Metzdorf, Yasmina, y figure en quatrième place.
Dans le même temps, il s'engage dans les « Jeunes Ensemble », le mouvement de jeunesse de Calédonie ensemble, l'un des principaux mouvements non-indépendantistes en Nouvelle-Calédonie depuis sa création en 2008 et dirigé par l'ancien président de l'assemblée de la Province Sud Philippe Gomès. Il en devient l'un des responsables.
Puis, en 2010, alors qu'il est encore étudiant en France métropolitaine, Nicolas Metzdorf est l'un des membres fondateurs du Collectif pour un drapeau commun, d'abord sous la forme d'un groupe sur le réseau social Facebook puis d'une association. Son but est de promouvoir la recherche commune d’un drapeau jugé rassembleur et conforme à l'accord de Nouméa en tant que signe identitaire pour la Nouvelle-Calédonie. Ils s'opposent à la proposition du président du Rassemblement et de l'assemblée de la province Sud de l'époque, le député puis sénateur Pierre Frogier, de faire flotter côte à côte sur les établissements publics le drapeau tricolore français et le drapeau indépendantiste. C'est par le biais de ce mouvement et de sa proposition de graphie issue d'un concours organisé sur internet qu'il se fait connaître, devenant l'un des principaux porte-paroles auprès des médias de ce collectif aux côtés de Philippe Blaise, Stéphane Hénocque, Laurent Edo ou Julie Régent.

### Premier mandat d'élu provincial et du Congrès (2014-2017)
Il est candidat en 9e position sur la liste « L'Avenir en partage. Ensemble, vers un avenir éclairé et apaisé » formée par Calédonie ensemble et menée par Philippe Gomès dans le Sud aux élections provinciales du 11 mai 2014, qui arrive assez largement en tête de ce scrutin avec 36,44 % des suffrages exprimés, 16 des 40 sièges à pourvoir à l'assemblée provinciale et 13 des 32 élus également au Congrès de la Nouvelle-Calédonie. Nicolas Metzdorf fait donc son entrée dans ces deux institutions, dont il est le benjamin, et devient l'une des figures de la nouvelle majorité locale, spécialiste tout particulièrement des questions agricoles[source secondaire nécessaire].

#### Le spécialiste des questions agricoles
Dès la mise en place de la nouvelle assemblée de la province Sud en mai 2014, il prend la présidence de sa commission du développement rural. De plus, en août 2015, il prend la présidence des conseils d'administration de l'Agence pour la prévention et l'indemnisation des calamités agricoles ou naturelles en Nouvelle-Calédonie (APICAN) et de l'Établissement de régulation des prix agricoles (ERPA).
Il est ainsi le principal artisan de la politique publique agricole provinciale (PPAP), véritable plan lancé dès 2014 avec l'objectif d'atteindre 30 % d'autonomie alimentaire d'ici 2025 et de renforcer le statut de « grenier de la Nouvelle-Calédonie » du Sud, en s'articulant autour des quatre filières prioritaires des céréales, des fruits et légumes, avicoles et bovines.
Avec le membre du gouvernement chargé de ces questions jusqu'en 2015, et son prédécesseur à la tête de l'APICAN, Sonia Backès, il contribue à la mise en place et à la pérennisation d'un dispositif « urgence sécheresse » à partir de novembre 2014. Celui-ci, devant s'interrompre initialement au 28 février 2015 mais finalement prolongé jusqu'au 31 mars 2015, prévoit une importation exceptionnelle d'Australie d'un aliment de substitution riche en fibre pour le cheptel (financé à 70 % par l'APICAN, le reste par les éleveurs), l'aménagement de retenues d'eau en hauteur ou la mise en place du site internet « agriculture.nc » servant de portail d'information ainsi que de bourse d'échanges et de petites annonces destiné aux agriculteurs et éleveurs,,.
Toujours avec Sonia Backès ou Pascal Vittori, il finalise les dispositions techniques nécessaires à l'implantation en Nouvelle-Calédonie du Pari mutuel urbain (PMU) à partir du 10 août 2014, afin de soutenir financièrement la filière équestre et hippique de l'archipel.
Mais il s'engage tout particulièrement dans la création d'un Code rural et pastoral néo-calédonien et dans la mise en place dans l'archipel de baux ruraux, une disposition du droit français qui jusque-là n'existait pas en Nouvelle-Calédonie et devant aider à l'installation de jeunes exploitants tout en assurant des revenus aux retraités du secteur de l'agriculture ou de l'élevage. Il est ainsi le rapporteur de ce texte de loi, qui prend ensuite son nom, présenté devant le Congrès le 14 janvier 2016,. Puis, en juin 2017, il lance les premières études pour la mise en application de cette mesure au niveau de la province Sud.
Il est également le rapporteur de deux textes adoptés par le Congrès à l'unanimité le 12 janvier 2017, l'un donnant une reconnaissance légale et officielle au système d'attribution de signes attestant la qualité et l’origine des productions agricoles, agroalimentaires et issues de la mer, et l'autre rendant plus stricte la réglementation sur l'utilisation de produits phytopharmaceutiques à usage agricole et de jardin.

#### Une valeur montante de Calédonie ensemble
Présent médiatiquement, il prend de plus en plus d'importance au sein de Calédonie ensemble et de la vie politique néo-calédonienne[source secondaire souhaitée], jusqu'à obtenir la présidence de la commission intérieure permanente des finances et du budget du Congrès le 30 juin 2016. Par ailleurs, s'il est membre du bureau de l'assemblée législative néo-calédonienne dès le 23 mai 2014 en tant que questeur, il en devient surtout le 7e vice-président le 16 juillet 2015 puis le 5e vice-président le 19 juillet 2017.
Pour la primaire ouverte de la droite et du centre de novembre 2016 pour désigner un candidat à l'élection présidentielle de 2017, il est, avec des personnalités politiques d'autres partis non-indépendantistes, l'un des cadres du comité de soutien à Alain Juppé. Après la victoire de François Fillon, il se montre plus discret pendant le reste de la campagne, avant de soutenir Emmanuel Macron contre Marine Le Pen durant l'entre-deux-tours de la présidentielle, « afin de défendre une certaine idée de la France : patriote, libérale, solidaire, ouverte sur l’Europe et le monde ». Après la visite d'Emmanuel Macron, devenu président de la République, en mai 2018, il fait partie des onze membres de Calédonie ensemble qui décident alors d'adhérer au parti présidentiel au niveau national, La République en marche,.

### Porte-parole du gouvernement Germain II (2017-2019)

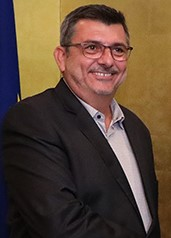
Philippe Germain en 2018, alors président du issu du statut de l'accord de Nouméa, dont Nicolas Metzdorf est alors le porte-parole.

À l'occasion de l'élection du 15e gouvernement issu du statut de l'accord de Nouméa le 31 août 2017, l'intergroupe, formé par Calédonie ensemble, Le Rassemblement-LR et le MPC au Congrès à la suite de leur alliance aux élections législatives de juin, présente une liste du même nom menée par Philippe Germain et sur laquelle Nicolas Metzdorf figure en 5e position. Totalisant les 23 voix de cette alliance, cette liste gagne ainsi cinq sièges sur les onze à pourvoir, ce qui permet à Nicolas Metzdorf de remplacer Philippe Dunoyer, qui ne peut plus siéger au sein de l'exécutif néo-calédonien depuis qu'il a été élu député, comme nouveau membre Calédonie ensemble du gouvernement aux côtés des sortants Philippe Germain et Hélène Iekawé. Cet exécutif n'entre officiellement en fonction que le 1er décembre 2017 avec la réélection de Philippe Germain (Calédonie ensemble) à la présidence et de Jean-Louis d'Anglebermes (FLNKS-UC) à la vice-présidence. À 29 ans, il est le benjamin de ce gouvernement mais également la plus jeune personne à avoir siégé dans cet exécutif collégial.
Le 6 décembre 2017, il obtient le poste stratégique de porte-parole[source secondaire souhaitée] ainsi que le contrôle et l'animation des secteurs sur lesquels il travaillait déjà en tant qu'élu provincial et du Congrès, à savoir le budget associé au suivi des questions monétaires et de crédit, l'agriculture, l'élevage, la pêche et la politique de l'eau, ainsi que l'énergie, la communication audiovisuelle et les relations avec le Congrès.

#### Préparation des budgets 2018 et 2019
Entré en fonction à un mois du début de l'exercice 2018, il coordonne la préparation rapide du budget primitif pour cette année fiscale[source secondaire souhaitée], qu'il présente au gouvernement[source secondaire souhaitée] le 3 janvier 2018 et au Congrès le 23 janvier suivant. Marqué par un contexte économique difficile (fin des grands chantiers qui ont marqué la décennie 2010, comme la construction du Médipôle de Koutio, et crise du nickel), et donc par une importante baisse des recettes fiscales (estimée à 10 milliards de Francs CFP ou 83,8 millions d'euros pour 2017 à 2018), il continue la politique de rigueur entamée par ses prédécesseurs depuis 2015[source secondaire nécessaire]. Le budget propre de la Nouvelle-Calédonie est ainsi d'environ 65 milliards de Francs CFP (près de 545 millions d'euros), à peine plus qu'en 2017 (+ 0,8 %), en focalisant, comme ses deux prédécesseurs, les efforts d'économie sur les dépenses de fonctionnement.
Pour équilibrer ces comptes, contenir le taux d'endettement (à 94 %, soit un point de plus qu'en 2017) et maintenir l'investissement à un niveau jugé suffisant (à 9,8 milliards de Francs CFP ou 82 millions d'euros pour les dépenses d'équipement), il prévoit, comme pour les années précédentes, de solliciter les fonds de roulement de deux établissements publics[source secondaire souhaitée] : du port autonome de Nouméa mais surtout, à hauteur de 4 milliards de Francs CFP (environ 33,5 millions d'euros), de l'Office des postes et télécommunications (OPT). Cette décision concentre les critiques de l'opposition incarnée par Les Républicains calédoniens de Sonia Backès, lui reprochant de retarder ainsi la mise en chantier de certains équipements qui seraient nécessaires à la relance économique (désenclavement numérique, mise au norme du port de Nouméa pour l'accueil des bateaux de croisières…), entraîne certains remous au sein de la coalition majoritaire (Gaël Yanno, président du conseil d'administration de l'OPT, s'abstient lors du vote du CA au sujet de ce prélèvement) et provoque un mouvement de grève au sein de l'OPT,. Ce budget propre est toutefois adopté par le Congrès le 23 janvier 2018 par 32 voix sur 54, soit les 23 de l'Intergroupe et les 9 du groupe UNI, 16 abstentions du groupe UC-FLNKS et Nationalistes ainsi que de l'unique élu du LKS et 6 votes contre des Républicains calédoniens (les budgets annexes de reversement et de répartition étant, pour leur part, adoptés à l'unanimité).
Les mêmes logiques se retrouvent dans le budget supplémentaire pour l'exercice 2018, d'un montant de 5,78 milliards de francs (48,5 millions d'euros), adopté par le Congrès le 8 août 2018. Il s'oriente essentiellement vers la réduction de l'emprunt, tout en rajoutant 1 milliard supplémentaire aux dépenses d'investissement.
Lors de l'animation du débat d'orientations budgétaires pour la période 2019-2021 le 26 novembre 2018 puis dans le budget primitif 2019, le dernier de la mandature 2014-2019, il table sur une augmentation des recettes fiscales grâce à un retour de la croissance économique (estimée par le gouvernement à + 3 %) et à la mise en place de la Taxe générale à la consommation (TGC, impôt indirect semblable à la TVA) à partir du 1er octobre 2018. Il déclare ainsi que, grâce à cela, « le budget propre 2019 sera équilibré sans recettes exceptionnelles pour la première fois depuis 3 ans, c’est-à-dire sans ponctionner les recettes de l’OPT ni celles du Port Autonome comme ce fut le cas depuis 2016. Le budget de répartition sera en hausse de + 4,3 %. La reprise du niveau des recettes fiscales et le maintien des efforts dans le budget de fonctionnement le permettront. Le maintien du niveau des dépenses d’investissement à 9 milliards de francs peut être assuré. ». Ces prévisions sont toutefois jugées trop optimistes, et le projet de budget donc « insincère », par Les Républicains calédoniens mais aussi désormais Le Rassemblement et le MPC (qui ont quitté l'Intergroupe pour rejoindre l'opposition). Le texte est adopté le 28 décembre 2018 par 38 voix sur 54 : par Calédonie ensemble (15 élus auxquels s'associe Gaël Yanno) seulement du côté non-indépendantiste (les 5 conseillers du Rassemblement et Gil Brial du MPC votent donc contre, comme, une nouvelle fois, les 7 Républicains calédoniens) et par presque l'ensemble des indépendantistes (13 de l'UC-FLNKS et Nationalistes votent cette fois pour, comme les 9 de l'UNI).

#### Poursuite d'une politique visant une autonomie alimentaire durable
Il reprend l'objectif, déjà développé au niveau de la province Sud, de 30 % d'autonomie alimentaire » d'ici à 2025. Pour y arriver, il organise la fusion de l'APICAN et de l'ERPA, deux établissements publics dont il était le président des conseils d'administration, pour créer l'Agence rurale. Il s'agit d'un « guichet unique pour répondre à toutes les questions des agriculteurs » qui va permettre des économies de fonctionnement estimées à 100 millions de Francs Pacifique (838 000 €), en favorisant « les filières déficitaires (comme la filière bovine) » et en stabilisant « celles qui se portent bien », en renforçant et en encadrant davantage « les dispositifs d’indemnisation » en cas de calamités tout en limitant « l’impact du changement climatique sur la Brousse », et enfin en dynamisant et en valorisant « cet espace mixte où le vivre ensemble s'exprime le mieux » qu'est le « monde rural ». À ces prérogatives, héritées de celles de ses deux prédécesseurs, s'ajoutent celles, nouvelles, de la gestion de l'eau et des feux de forêts. Présentée en mars 2018 par Nicolas Metzdorf, cette fusion est votée par le Congrès le 14 juin 2018 pour être créée effectivement le 1er janvier 2019,,.
Dans la continuité de sa loi sur les baux ruraux et avec le même objectif (favoriser la reprise d'exploitations par de jeunes agriculteurs ou éleveurs, et éviter ainsi la déprise agricole), il porte un projet de loi du pays sur diverses mesures fiscales en la matière, dont surtout une suppression des droits de succession ou de donation sur le foncier agricole en le remplaçant par un simple droit d'enregistrement fixe de 7 000 F CFP (58,66 €), à la seule condition que le terrain conserve cette fonction agricole. Ce texte est adopté par le gouvernement le 26 juin 2018.
Par ailleurs, Nicolas Metzdorf, qui cumule dans ses secteurs d'animation et de contrôle ceux de l'énergie et de l'agriculture, va promouvoir l'utilisation en Nouvelle-Calédonie du système agrivoltaïque (appelé « agri-énergie »). Ainsi, à peine entré en fonction en décembre 2017, il porte l'adoption par le gouvernement d'un avantage fiscal de 280 millions de Francs Pacifique (2,35 millions d'euros) accordé au premier projet d'installation de serres photovoltaïques par un maraîcher néo-calédonien, à Farino. De plus, dans la continuité du Schéma pour la transition énergétique de la Nouvelle-Calédonie (STENC) adopté en 2016, il fait étendre en mars 2018 le dispositif d'aide à l'équipement en panneaux solaires, déjà en place pour les habitats individuels, aux habitats collectifs. Il prépare également la simplification en avril 2019 de l'aide à l'énergie visant à prendre en charge une partie des dépenses de carburant, d’électricité, de gaz butane et de bois de chauffe des agriculteurs.
Enfin, avec le membre du gouvernement chargé de l'Écologie et du Développement durable, l'indépendantiste Didier Poidyaliwane, il prépare le développement d'une politique concertée et durable de l'eau, un des chantiers jugés prioritaires par cet exécutif et caractérisé par la tenue d'un Forum H2O à Nouméa en avril 2018. De ce colloque naît la Mission interservices de l’eau (MISE) qui prépare de façon concertée, pendant six mois, une « politique partagée de l’eau » (PEP) finalement présentée par les deux membres de l'exécutif le 17 octobre 2018. Pour Nicolas Metzdorf, cela part d'un constat de raréfaction de la ressource en eau : « on remarque qu’il y a bien 600 km de rivières engravées, qu’il manque bien 20 millions de mètres cubes d’eau pour l’agriculture, mais on voit aussi que 40 % de la population de la côte Est n’a pas accès à de l’eau traitée, 7 % de la population calédonienne n’a pas accès à l’eau potable et un tiers des unités de production ne subissent aucun traitement ». Ce plan prévoit alors plus de 700 actions réunies en six objectifs stratégiques : sanctuariser les zones de captage et les ressources stratégiques tout en préservant les milieux ; fournir 150 litres par jour d’eau potable à tous les habitants d'ici à 2025 ; sensibiliser, communiquer, informer, éduquer et former pour faire de tous les Néo-calédoniens des « hydro-éco-citoyens » ; s’orienter vers le « zéro-rejet d’eau non traitée » à échéance 2045 ; mettre l’eau au centre de tous les projets d’aménagement à échéance 2025 ; mieux maîtriser l’eau pour augmenter la production agricole locale et parvenir à un taux de couverture alimentaire de 50 % à échéance 2030. Le schéma d'orientation de la PEP est adopté à l'unanimité par les membres du Congrès le 20 mars 2019.

### Deuxième mandat d'élu provincial et du Congrès (depuis 2019)
Nicolas Metdorf est réélu conseiller provincial du Sud et membre du Congrès lors des élections provinciales du 12 mai 2019. Il est cette fois-ci le no 3 de la liste de Calédonie ensemble en Province Sud, baptisée alors « Calédoniens ensemble, pour un avenir du pays dans la paix aux couleurs de la France », toujours menée par Philippe Gomès et qui subit alors une assez importante défaite électorale (voyant son score presque divisé par deux tant en nombre de voix qu'en nombre de sièges). Très vite, en désaccord avec la stratégie d'opposition adoptée par la direction du parti à l'égard de l'autre force non-indépendantiste arrivée en tête lors de ce scrutin, la coalition L'Avenir en confiance menée par Sonia Backès, il décide de faire dissidence avec une autre figure montante de la jeune garde, Nina Julié. Ensemble, ils fondent leur propre parti, Générations NC, avec lequel Nicolas Metzdorf va prendre de plus en plus de poids dans le paysage politique néo-calédonien.

#### Président de Générations NC
Peu de temps après l'élection de Sonia Backès à la présidence de l'Assemblée de la Province Sud le 17 mai 2019, Nicolas Metzdorf et Nina Julié annoncent démissionner du groupe de Calédonie ensemble. Ils accusent les meneurs du parti d'avoir tenté de monter une alliance avec plusieurs partis indépendantistes pour faire bloc à cette nouvelle majorité L'Avenir en confiance et empêcher l'élection de Sonia Backès. Ils dénoncent également un fonctionnement trop vertical du parti dirigé par le député Philippe Gomès. Le 3 juillet 2019, ils fondent officiellement le parti Générations NC dont Nicolas Metzdorf devient le premier président,. Seul élu au Congrès de ce nouveau parti, Nicolas Metzdorf siège d'abord, et jusqu'en 2022, comme non-inscrit, le seuil pour constituer un groupe politique étant fixé à six membres. En revanche, il peut constituer un groupe qui prend le nom de ce nouveau parti avec Nina Julié à l'Assemblée de la Province Sud. Ils définissent alors une ligne se voulant centriste, anti-indépendantiste mais régionaliste, écologiste, progressiste sur le plan social, centraliste concernant les institutions néo-caléoniennes (proposant notamment la suppression ou la diminution des compétences provinciales) et européiste (pour que la Nouvelle-Calédonie devienne une région ultrapériphérique de l'Union européenne).
Concernant les autres partis, Nicolas Metzdorf défend à plusieurs reprises une union de l'ensemble des forces non-indépendantistes et se montre proche de L'Avenir en confiance, sans jamais s'y intégrer, et plus précisément en son sein des Républicains calédoniens de Sonia Backès. À ce titre, il vote pour la candidate unique de ce camp, Magali Manuohalalo de Calédonie ensemble, à la présidence du Congrès le 24 mai 2019, mais elle est battue par l'indépendantiste Rock Wamytan qui a reçu le soutien du parti ethnique L'Éveil océanien,. Plus tard, il apporte sa voix à la liste proposée par L'Avenir en confiance et L'Éveil océanien pour l'élection du gouvernement local le 16 juin 2019. Son mouvement participe également à plusieurs listes d'union dès le premier tour des municipales du 15 mars 2020, dans six communes : à Boulouparis (avec également Tous Calédoniens de Pascal Vittori, qui est élu maire de cette commune), Koné (où le militant de Générations NC Edwin Billet est choisi pour mener la liste d'union de tous les non-indépendantistes), Lifou, Maré (dans des listes d'alliances anti-indépendantistes menées respectivement par les Calédonie ensemble Jean-Éric Naxué et Lucien Bob), Ouvéa (toujours dans une coalition loyaliste dirigée par l'ancien sénateur Simon Loueckhote des Républicains calédoniens) et Poya (liste d'union anti-indépendantiste de Jacques Bousquet, du Rassemblement). Ce scrutin permet par ailleurs au jeune mouvement de gagner 39 élus municipaux ainsi qu'une mairie (pour Nicolas Metzdorf à La Foa) et d'atteindre, pour les listes présentées seules, près de 8 000 voix au premier tour. Puis, en juillet 2020, dans le but de mener une campagne unitaire pour le « non » au deuxième référendum sur l'indépendance prévu par l'accord de Nouméa, Générations NC rejoint les partis membres de L'Avenir en confiance, Tous Calédoniens et la fédération locale du Rassemblement national (RN-NC) d'Alain Descombels pour créer un « Front loyaliste ». Au sein de cette famille politique, seul Calédonie ensemble décide de faire sa propre campagne à part. Le « non » l'emporte finalement lors de la consultation le 4 octobre 2020, mais avec une moindre marge que lors du précédent scrutin en 2018, réunissant un peu plus de 53 % des votants,.
Lors de l'élection d'un nouveau gouvernement le 17 février 2021, le premier avec une majorité indépendantiste depuis le ralliement à ces derniers de L'Éveil océanien, il soutient une nouvelle fois la liste de L'Avenir en confiance avec cette fois un militant de son parti, Edwin Billet, en 7e position. Cependant, Nicolas Metzdorf est alors accusé par Milakulo Tukumuli, président de L'Éveil océanien, et Virginie Ruffenach, la présidente du groupe de L'Avenir en confiance, d'avoir voté pour la liste indépendantiste de l'Union nationale pour l'indépendance (UNI) pour permettre à celle-ci d'avoir trois sièges et réduire ainsi la représentation au sein de l'exécutif de l'autre liste nationaliste, celle de l'Union calédonienne (UC), empêchant ainsi le candidat de L'Éveil océanien (qui était le 4e sur la liste de l'UC) d'être élu. En effet, la liste de L'Avenir en confiance avait alors obtenu une voix de moins que prévu, contre deux de plus pour celle de l'UNI (celle du seul élu du Parti travailliste, une formation indépendantiste non-inscrite qui jusque là s'était abstenue). Cette accusation est démentie formellement par Nicolas Metzdorf, qui nie ainsi être cette voix loyaliste transférée vers les indépendantistes. Ensuite, à l'occasion du renouvellement du bureau du Congrès prévue le 28 juillet 2021, il soutient l'idée d'une candidature commune non-indépendantiste qui permettrait alors de reprendre le « perchoir » de cette assemblée à Rock Wamytan, L'Éveil océanien ayant indiqué au préalable être prêt à soutenir une telle candidature. Or, deux candidates se présentent : Virginie Ruffenach du Rassemblement et Annie Qaézé de Calédonie ensemble. Les autres formations de L'Avenir en confiance ainsi que Nicolas Metzdorf mais aussi un dissident du Rassemblement, Brieuc Frogier, sous l'impulsion de Sonia Backès, finissent par passer un accord le 26 juillet avec Calédonie ensemble pour présenter des candidatures communes en 2021 (Annie Qaézé) et 2022 (Virginie Ruffenach), l'autre candidate recevant à chaque fois en échange une vice-présidence, mais aussi pour former un intergroupe rassemblant tous les non-indépendantistes, pour prendre des positions communes sur les principales réformes et pour mener ensemble la campagne pour le « non » au troisième référendum. Cependant, Virginie Ruffenach ainsi que la direction du Rassemblement refusent de retirer sa candidature, Thierry Santa qualifiant cet accord de « mascarade », de « diktat » et de « chantage ». Le jour du scrutin, Rock Wamytan est donc réélu avec de nouveau le vote de L'Éveil océanien, contre 7 à Virginie Ruffenach, 6 à Annie Qaézé et 12 votes blancs (les 11 autres membres du groupe L'Avenir en confiance non-issus du Rassemblement, ainsi que Nicolas Metzdorf). Malgré cet échec, Nicolas Metzdorf obtient pour la première fois, grâce au soutien de L'Avenir en confiance, une responsabilité dans une des commissions intérieures, en étant porté à la vice-présidence de celle des Finances et du Budget.
Et, pour le dernier référendum prévu par l'accord de Nouméa, fixé au 12 décembre 2021, il participe de nouveau au « Front loyaliste » qui se reforme sous l'appellation de « Les Voix du Non », toujours sans Calédonie ensemble mais en organisant tout de même quelques manifestations publiques avec ce parti. Le « non » l'emporte cette fois-ci très nettement, avec 96,5 % des suffrages mais une participation retombée à 43,90 % en raison de l'appel à l'abstention des partis indépendantistes,. Au lendemain de ce résultat, Nicolas Metzdorf, en plus de se féliciter, comme l'ensemble des autres responsables non-indépendantistes, de cette victoire (qu'il qualifie d'« incontestable »), il appelle les indépendantistes au « dialogue » et à la « discussion » afin de « construire avec eux, mais à condition qu’on nous respecte et qu’on respecte la majorité issue des urnes ». Il menace également que si, au contraire, ils choisissaient « une ligne très dure, en contestant le résultat ou en demandant l’organisation d’un autre référendum », lui et ses alliés seraient alors également « sur des positions dures, on ne laissera pas faire car il ne faut pas confondre tolérance ou encore humanisme et faiblesse ».
Pour l'élection présidentielle de 2022, Nicolas Metzdorf et la plupart des autres cadres de Générations NC (Nina Julié, Cynthia Jan, Emmanuel Bérart) se retrouvent dans le comité de soutien néo-calédonien à la réélection d'Emmanuel Macron, constitué en décembre 2021, avant même que celui-ci n'officialise sa candidature, et où se retrouvent également plusieurs personnalités des Républicains calédoniens (Calédonie ensemble soutient aussi le président sortant, mais encore une fois en faisant campagne de son côté). Cela aboutit à l'éclatement de L'Avenir en confiance et à la création le 13 avril 2022 d'un nouveau groupe politique au Congrès, appelé « Les Loyalistes ». Nicolas Metzdorf quitte donc les non-inscrits pour en devenir l'un des deux porte-parole, aux côtés de Gil Brial du MPC, rejoignant ainsi les membres des Républicains calédoniens mais aussi du Mouvement populaire calédonien ainsi que Brieuc Frogier. Et, quelques semaines plus tard, une union loyaliste se constitue avec Calédonie ensemble pour rassembler les non-indépendantistes et présenter des candidatures communes de la « Majorité présidentielle (Ensemble) » pour les législatives en Nouvelle-Calédonie : le sortant Philippe Dunoyer de Calédonie ensemble dans la 1re circonscription tandis que Nicolas Metzdorf obtient l'investiture dans la seconde, bénéficiant alors du désistement en sa faveur du sortant de Calédonie ensemble Philippe Gomès. Le lendemain, l'« Union loyaliste » est confirmée entre Générations NC, Les Républicains calédoniens (et en son sein le MRC), Calédonie ensemble et le MPC afin de former un mouvement fédérateur (chaque parti conservant toutefois son existence propre) lié à La République en marche (en passe d'être rebaptisé « Renaissance ») et dirigé par Sonia Backès. Leur but est de défendre ces candidats de la « majorité présidentielle » aux élections législatives, de constituer un groupe commun baptisé « Union loyaliste » au Congrès (agrandi donc des six élus de Calédonie ensemble, mais qui n'a finalement pas vu le jour) et de peser ensemble dans les discussions sur l'avenir institutionnel.
Après leur victoire, le 22 juin 2022, les dirigeants des quatre formations présentent les statuts de la nouvelle confédération unissant leurs partis, sous le nom d'« Ensemble ! ». Une campagne d'information est également lancée auprès des militants afin de leur présenter cette union, après des années d'affrontements (surtout entre Calédonie ensemble et les autres mouvements), et pour préparer le congrès fondateur. Cette alliance ne se concrétise toutefois pas, les dissensions entre Les Loyalistes et Calédonie ensemble réapparaissant rapidement.

#### Maire de La Foa

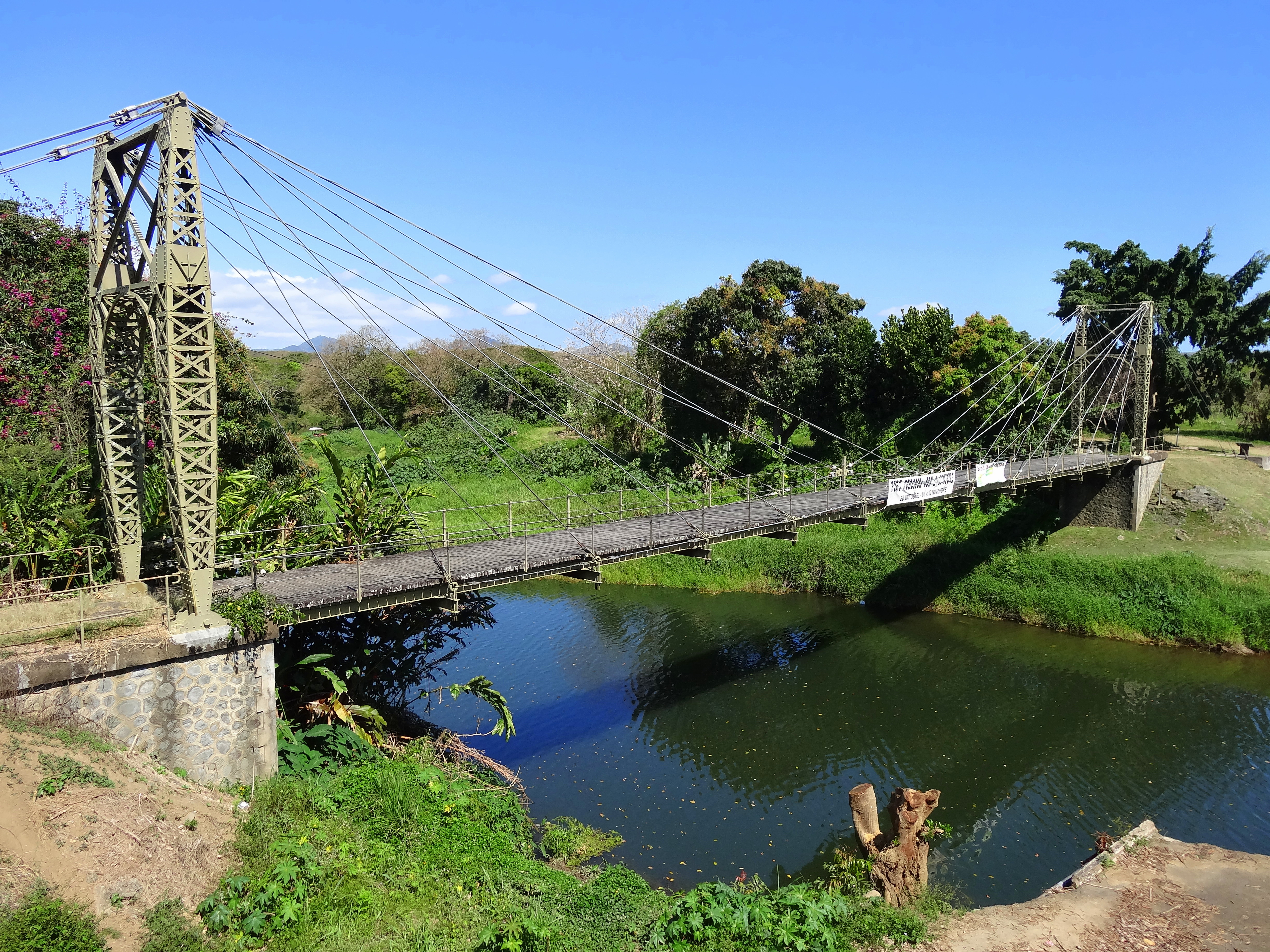
La Passerelle Marguerite, le monument emblématique de La Foa qui marque l'entrée de son village-centre.

Pour les élections municipales de mars 2020, il annonce très tôt, dès novembre 2019, vouloir mener une liste à La Foa essentiellement composée par son parti et intitulée simplement « Générations La Foa ». Ses opposants, les médias et les commentateurs politiques s'interrogent sur le choix de cette commune alors que ses attaches familiales se situent à Poya, et se demandent s'il ne s'agit pas d'une manière de défier son ancien parti, Calédonie ensemble, dans ce fief historique de Philippe Gomès (qui en a été le maire de 1989 à 2008, avant de passer la main à son adjointe Corine Voisin, la maire sortante qui a décidé de ne pas se représenter). Interrogé à ce sujet par le quotidien Les Nouvelles calédoniennes, il répond qu'il était déjà pressenti pour y être la tête de liste de Calédonie ensemble lorsqu'il en était encore membre, et qu'il vit à La Foa. Il met également en avant son identité de « Broussard » : « Metzdorf, c’est la Brousse. Moi, je me sens partout chez moi. Il n’y a pas de commune où il y a un nom accolé dessus ». Il axe sa campagne sur une « homogénéisation » de la qualité de vie, estimant la commune divisée entre des parties bien développées et équipées (notamment le village-centre) et d'autres manquant d'infrastructures de base (routes goudronnées, électricité, eau, assainissement, marché couvert, centre funéraire), sur la « création d'emplois », en promettant de confier les marchés publics prioritairement à des entreprises lafoyennes et de lancer des « projets d'envergure » comme la création d'un lycée général et technologique et/ou professionnel, le développement de la zone littorale de Ouano ou la mise en valeur de la rivière de la Foa, et sur la « transparence de la gestion communale », s'engageant à diminuer de moitié l'indemnité de maire, à supprimer celles des adjoints « qui ne travaillent pas » ou encore à mettre en place des outils numériques de communication et des conseils de quartier. Pour critiquer l'équipe sortante, il qualifie La Foa de « belle endormie » ou encore de « mairie SMS, commandée depuis Paris », estimant celle-ci en réalité toujours dirigée par Philippe Gomès, désormais député,. La candidate finalement choisie par la majorité sortante, l'adjointe chargée des finances et du budget et directrice de l'école privée catholique, Marielle Keletaona, lui répond « regretter qu’au moment où il était le candidat pressenti » de Calédonie ensemble, « il faisait l’apologie des programmes et des actions menées par Philippe Gomès et Corinne Voisin (sic) », et que son expression de « belle endormie » aurait été « très mal pris » par « beaucoup d'habitants » car ce serait, selon elle, « un manque de respect, pas seulement pour les élus, mais pour tous les citoyens qui, au quotidien, donnent de leur temps ».

La composition du conseil municipal de La Foa à la suite des municipales de 2020, avec :
FLNKS : 2 sièges
Générations NC-L'Avenir en confiance : 20 sièges
Calédonie ensemble : 5 sièges

Le soir du premier tour le 15 mars 2020, avec une forte participation (75,37 % des inscrits s'étant déplacés aux urnes, en faisant la quatrième commune néo-calédonienne ayant le plus voté, étant dépassée de peu par ses voisines Farino, Moindou et Sarraméa), sa liste arrive en tête avec 702 voix soit 28,4 % des suffrages exprimés. Il devance de peu (67 bulletins et 2,7 points seulement d'écart) celle Calédonie ensemble de Marielle Keletaona, ainsi que celle soutenue par L'Avenir en confiance menée par le chef de l'opposition municipale sortant Lionnel Brinon (qui fut le directeur de l'APICAN quand Nicolas Metzdorf en était le président), arrivant pour sa part à près de 21 %. Le report national du second tour au 28 juin 2020 en raison de la crise sanitaire liée à la propagation du coronavirus (Covid-19) et le confinement strict mis en place en Nouvelle-Calédonie du 24 mars au 16 avril 2020 lui permettent de négocier une fusion avec Lionnel Brinon. Celle-ci est actée le 26 juin 2020, sous le nom de « L'Union pour La Foa » et avec un programme adapté « aux nouvelles conditions financières liées à la Covid-19 car le potentiel économique n’est plus le même ». Il en prend la tête et conserve ses principales promesses du premier tour : « redynamiser l’emploi sur la commune, développer et préserver les infrastructures publiques, défendre la construction d’un centre funéraire, d’un marché public couvert, amener l’eau potable pour tous, créer un lycée général ou professionnel », entre autres. Il apparaît alors comme le favori du second tour, qui prend la forme d'une triangulaire l'opposant à Calédonie ensemble et aux indépendantistes réunis derrière le conseiller sortant Pierre Monefara. Et il obtient finalement la victoire, avec une participation encore plus forte qu'au premier tour (79,9 %) et un score s'approchant de la majorité absolue, avec 1 231 voix et 46,85 % des suffrages, mais en progressant peu par rapport aux scores des deux listes fusionnées au premier tour (cumulés, ceux-ci atteignaient alors 1 220 bulletins pour 49,3 % des votes). Ils remportent ainsi 20 sièges sur les 27 du conseil municipal, contre 5 à Calédonie ensemble (qui a progressé jusqu'à 36,5 %) et 2 aux indépendantistes (16,7 %). Nicolas Metzdorf est donc élu, sans surprise, le 3 juillet 2020 maire de La Foa. À 32 ans, il est alors le benjamin des premiers magistrats communaux de Nouvelle-Calédonie. Son allié du second tour Lionnel Brinon devient pour sa part son 1er adjoint.
Élu député en juin 2022 et touché de ce fait par le cumul des mandats, il démissionne de la mairie, après seulement deux ans de mandat, le 12 juillet 2022. Ayant souhaité laisser la place à une personnalité de son parti, afin de « prolonger le choix des électeurs » qui l'avait placé en tête au premier tour et alors que Lionnel Brinon assurait la suppléance depuis l'élection législative, c'est finalement son ancienne deuxième adjointe Florence Rolland qui lui succède.

## Synthèse des résultats électoraux

### Élections législatives
| Année | Parti                     | Parti | Circonscription          | 1er tour | 1er tour | 1er tour | 2d tour | 2d tour | 2d tour | Issue |
| Année | Parti                     | Parti | Circonscription          | Voix     | %        | Rang     | Voix    | %       | Rang    | Issue |
| ----- | ------------------------- | ----- | ------------------------ | -------- | -------- | -------- | ------- | ------- | ------- | ----- |
| 2022  |                           | GNC   | 2e de Nouvelle-Calédonie | 13 550   | 33,70    | 1er      | 31 398  | 54,23   | 1er     | Élu   |
| 2024  | 1re de Nouvelle-Calédonie | GNC   | 22 316                   | 39,81    | 1er      | 34 557   | 52,41   | 1er     | Élu     |       |

### Élections municipales
Les résultats ci-dessous concernent uniquement les élections où il est tête de liste.
| Année | Liste | Liste | Commune | 1er tour | 1er tour | 1er tour | 2d tour | 2d tour | 2d tour | Sièges obtenus |
| Année | Liste | Liste | Commune | Voix     | %        | Rang     | Voix    | %       | Rang    | Sièges obtenus |
| ----- | ----- | ----- | ------- | -------- | -------- | -------- | ------- | ------- | ------- | -------------- |
| 2020  |       | GNC   | La Foa  | 702      | 28,39    | 1er      | 1 231   | 46,85   | 1er     | 20 / 27        |